# Мавромихалис, Кирьякулис
Кирьякулис Мавромихалис (греч. Κυριακούλης Μαυρομιχάλης; ? — 1822) — греческий военачальник, герой Греческой революции 1821 года.

## Биография
Кирьякулис Мавромихалис родился на полуострове Мани, в знатной семье Мавромихали, давшей Греции много известных военачальников.
Первая Архипелагская экспедиция русского флота послужила причиной Греческого восстания, в ходе которого, в бою с албанцами, погиб его отец, Пьеррос Мавромихалис. Старший брат Кирьякулиса, Петрос (Петробей), один из основных руководителей восстания 1821 года в области Мессения. Во главе отряда маниотов, Кирьякулис отличился при освобождении города Каламата, осаде Корони, Метони, сражении при Валтеци, где он командовал греческими силами и осаде Триполи (Осада Триполицы). Позже, вместе со своим племянником Илиасом Мавромихалисом, Кирьякулис возглавил поход в область Аттика и о-в Эвбея, где Илиас героически погиб.
Летом 1822 года Александр Маврокордато организовал экспедицию в Эпир, с целью помочь сулиотам, осажденным албанцами Хуршита-паши. Кирьякулис возглавил эту экспедицию, командуя отрядом 500 своих маниотов и немногочисленных французских (бывших наполеоновских солдат) и итальянских филэллинов. Направляясь к городу Кайафа, Кириьякулис разбил турецкий авангард у деревни Мурту и взял в плен большое число турок. Турки были отправлены на Пелопоннес, но выделив отряд для их сопровождения, Кирьякулис ослабил свои и без того немногочисленные силы..
Продолжая традиции своих спартанских предков, отряд маниотов (и немногих филлэлинов) в 450 бойцов, 4 июля 1822 года сразился без колебаний с 3 тысячами турко-албанцев у местечка Фанари, где и погиб Кирьякулис Мавромихалис.
Кирьякулис был похоронен с почестями в городе Месолонгион. Его смерть отмечена народной песней (оплакивание) тех лет :
«Πετρόμπεης καθότανε ψηλά στο Πετροβούνι
κι εσφούγγιζε τα μάτια του μ΄ ένα χρυσό μαντήλι.
Τι έχεις Μπέη και χλίβεσαι και χύνεις μαύρα δάκρυα;
Σα με ρωτάς Κυριάκαινα και θέλεις για να μάθης;
Aπόψε μου ΄ρθαν γράμματα από το Μεσολόγγι
…τον Κυριακούλην σκότωσαν, τον πρώτο καπετάνιο
και στάζουνε τα μάτια μου και τρέχουν μαύρα δάκρυα».
Его внук, также Кирьякулис Мавромихалис, стал через 50 лет премьер-министром Греции.